# Vir (Dol, Stari Grad)
Vir je vodotok na otoku Hvaru kod sela Dola kod Starog Grada. Danas je veličine većeg potoka. 
Dug je 3236 metara. Cijelim je vodotokom ograđen, što je zacijelo bilo i u starom vijeku, zbog sprječavanja preplavljivanja polja. Izvor je na 80 m nadmorske visine. Danas vrije do 25 — 30 dana nakon prestanka kiša. Iz središta Dola teče ka sjeveru kroz samo središte polja, sve do antičkog carda (glavna prometnica kroz Starogradsko polje u pravcu zapad istok). Pritoci Vira redom su Lucijca (utječe nakon 100 metara Vira) i Krušvica (na Jorinama nizvodno od Ostojića mlina). U more se ulijeva na sjevernoj strani parka Vorbe u Starom Gradu, tik sjeverno od starogrčkog Pharosa.
U prošlosti je po svemu sudeći bio znatno veći, a Efor iz Kime ga smatra rijekom Farom odnosno Farionom.  Sudeći po Žorkovu mlinu sagrađenom 1810., još je tad bilo dovoljno vode za ga pokretati. Premda je još tijekom 19. stoljeća mlin napušten, za Austro-Ugarske podignute su brane, t.zv. pumpurele da bi se spriječila rušiteljska sila bujičnih vodotokova nastalih za velikih kiša otjecanjem vode s golih padina prema dolini gdje velika količina pristigle vode formira snažan rušeći vodotok. Korito Vira je po karakteristikama prave rijeke. Široko je i visokih zidova, što je napravljeno za smanjiti rušilačku snagu potoka. Sve do istraživanja 1950-ih izvorište je opksrbljivalo mještane do kasnog ljeta vodom. Nepromišljena i nekvalitetno izvedena istraživanja koncem 1950-ih dodatno su naškodila potoku. Namjeravajući doći do više vode, izbušene su bušotine i u njih je ubačen eksploziv. Ishod je bila okolišna šteta. Nije se došlo do više vode, nego naprotiv, Vir otad znatno manje i kraće vrije.
Danas je korito slabije održavano. Veliki dio toka je kroz kupinu i draču. Korito je zatrpavano otpadom te se prelijeva preko obrađenih i neobrađenih polja.